# أندرو هيدجيز
أندرو هيدجيز (بالإنجليزية: Andrew Hedges)‏ هو متزلج جماعي بريطاني، ولد في 16 سبتمبر 1935 في أبينغدون أون تيمز ‏ في المملكة المتحدة، وتوفي في 1 أكتوبر 2005 في البحرين.

## وصلات خارجية
- أندرو هيدجيز على موقع DriverDB.com (الإنجليزية)
- أندرو هيدجيز على موقع eWRC-results.com (الإنجليزية)
- أندرو هيدجيز على موقع أوليمبيديا (الإنجليزية)